# كليا بدارو
كليا بدارو (1913 – 1968) هي رسامة عاشت معظم حياتها في الإسكندرية، مصر.

## بداية حياتها والتعليم
ولدت كليا في القاهرة عام 1913 في جزيرة الزمالك. بعد وفاة والدتها اليونانية، أخذها والدها – الذي كان محاميا ورجل أعمال – هي وأختها جين لتعيشا مع جدتهما والدة أمهما في مونترو، سويسرا.
التحقت كليا بالمدرسة في مونترو حتى السادسة عشر من عمرها، ثم التحقت بأكاديمية الفنون الجميلة في لوزان، سويسرا. هناك، صممت كليا بعض الملصقات التي باعت إحداها إلى جوزفين بيكر التي كانت في جولة إلى سويسرا في ذلك الوقت. في السنة الدراسية الأخيرة لها، حصلت كليا على الجائزة الكبرى لملصقها  بعنوان «مصر»، الذي حصلت عليه لاحقا وزارة الاتصالات المصرية. تخرجت كليا عام 1934 .

## المشوار المهني
عادت كليا بعد تخرجها إلى مصر واستقرت في الإسكندرية. خلال سنوات الحرب، عملت  في المستشفيات والمقاصف المخصصة للجنود العائدين من المعارك في الصحراء الشمالية. في ذلك الوقت، رسمت كليا مشاهد البحارة والحانات والجنود في المقاهي. بعض هذه اللوحات موجود في المتاحف المصرية للفن الحديث. أسست كليا ستوديو للرسم في اتيليه (مرسم) الإسكندرية. تعرفت هناك على الروائي البريطاني لورانس داريل الذي أرسل إلى الإسكندرية خلال الحرب كملحق صحفي لوزارة الخارجية البريطانية. رسمت كليا داريل في إحدى لوحاتها ، وهو بدوره صورها في رباعيته: لجنة الإسكندرية الرباعية.
كانت كليا مفوضة بتصميم ملصقات للمعارض الخيرية، لكن معظم هذه الملصقات لم تعد موجودة. بعد انتهاء الحرب، بدأت كليا رسم سلسلة لوحات لشخصيات. في عام 1948، قضت كليا الصيف في الدولوميت حيث رسمت – على غير عادتها – عدد من اللوحات للمناظر الطبيعية. رسمت كليا العديد من اللوحات للنساء البدويات والفلاح المصري، مصورة ايماءاتهم الجميلة وتصرفاتهم التي يفتخرون بها وملابسهم المتدلية. رسمت أيضا لوحات للأم وطفلها، ولوحات زيتية عارية.
في عام 1950، تزوجت كليا من الرسام الإسكندري جيوفاني دي بيترو. بعد ذلك شاركت في العديد من المعارض المحلية والدولية بما في ذلك بينالي البندقية وبينالي الإسكندرية، ومعارض في ساو باولو وموسكو ولينينغراد ومدريد وبرشلونة.
أيضا، كانت كليا أحيانا ترسم القطط. إحدى هذه اللوحات هي لوحة «القطة» التي حازت على جائزة في صالون القاهرة عام 1958 . تظهر أيضا الأحصنة عادة في لوحات السيرك التي ترسمها.
في عام 1959، أقامت كليا معرض في جاليري لوتيسيا في القاهرة، وهناك أشيد بها وبكيفية  تصويرها لجسم الإنسان من قبل جام موسكاتيل في الجريدة المصرية.
في عام 1963، سافرت كليا إلى رافينا في إيطاليا حيث بدأت رسم مجموعات من النساء المصريات على خلفية ذهبية واستخدمت السكين لتعطي انطباع الفسيفساء. لاحقا، أطلق على هذه اللوحات «أيقونات» من قبل الصحافة الباريسية. قارنت وشبهت مؤرخة الفن هيلدا  زالوسير – التي كانت أستاذة في جامعة الإسكندرية – الفلاحين في لوحات كليا  بالشخصيات في جدارية الفنان بيترو ديلا فرانشيسكا في مدينة اريتسو.
في عام 1961، توفي زوج كليا وشهدت صحتها تدهورا وتراجعا بعد ذلك. بدأت أختها جين  قضاء وقت أطول في الإسكندرية لترعاها ولتساعدها في تنظيم أنشطة المرسم وكتابة مقالات منتظمة في المجلة الخاصة به.
في عام 1969، بعد عام من وفاة كليا، أقامت أختها جين معرضا استعاديا لأعمال كليا الفنية في أتيليه (مرسم) الإسكندرية. تم عرض أربعين عمل من أعمال كليا بما في ذلك اللوحات الزيتية ولوحات الغواش والباستيل ولوحات الفحم والملصقات ذات الألوان الزاهية ولوحات الطباشير الحمراء. هذه اللوحات عرضت شخصيات انثوية كثيرة: النساء المتوسلات المتضرعات، المراهقات، النساء الباكيات، البهلوانات.
في عام 1974، أقامت جين معرضا اخر للوحات أختها كليا الزيتية لكن هذه المرة في باريس في معرض ويل.